# Jak ukraść milion dolarów
Jak ukraść milion dolarów – amerykański film fabularny, komedia kryminalna z 1966 roku.

## Główne role
- Audrey Hepburn - Nicole Bonnet, córka Charlesa
- Hugh Griffith - Charles Bonnet
- Peter O’Toole - Simon Dermott
- Eli Wallach - Davis Leland
- Charles Boyer - DeSolnay
- Fernand Gravey - Grammont
- Marcel Dalio - pan Paravideo
- Bert Bertram - Marcel

## Fabuła
Charles Bonnet jest kolekcjonerem dzieł sztuki oraz fałszerzem. Pewnego dnia wypożycza jeden z posągów ze swojej kolekcji do Musée Kléber-Lafayette w Paryżu. Wkrótce okazuje się, że statua ma przejść testy potwierdzające autentyczność. Córka Charlesa, Nicole, by chronić swego ojca, decyduje się skraść pilnie strzeżoną figurę. Pomaga jej w tym złodziejaszek Simon Dermott.